# Minusinsk

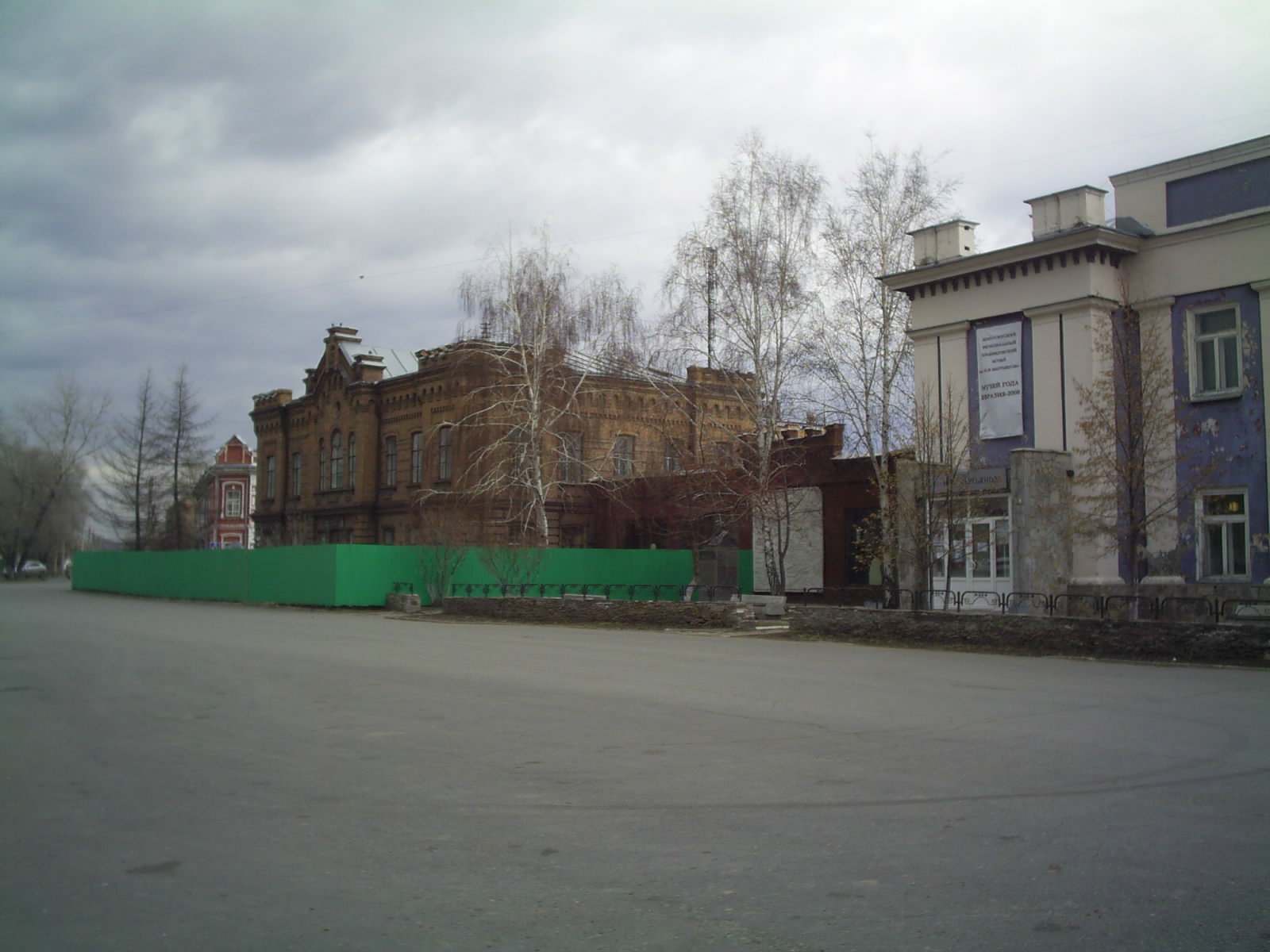
Museum i Minusinsk.

Minusinsk (ryska Минуси́нск) är en stad i södra Krasnojarsk kraj i Ryssland. Staden grundades 1739 under namnet Minjusinskoje (Минюсинское) och år 1810 fick staden sitt nuvarande namn. Folkmängden uppgick till 68 270 invånare i början av 2015, med totalt 71 083 invånare inklusive orten Zelenyj Bor som staden också administrerar.